# Arnold Henri Guyot
Pour les articles homonymes, voir Guyot.
Arnold Henri Guyot, né à Boudevilliers le 28 septembre 1807 et mort à Princeton le  8 février 1884, est un géologue et un géographe suisse, naturalisé américain.

## Biographie

### Formation
Il étudia au collège de Neuchâtel et à Berlin, où il se lia d'amitié avec le botaniste, zoologiste, ichtyologiste et géologue Louis Agassiz. Il fut professeur d'histoire et de géographie physique à l'éphémère Académie de Neuchâtel de 1839 à 1848. À la demande d'Agassiz, il partit pour les États-Unis et s'installa à Cambridge (Massachusetts).

### Géographe

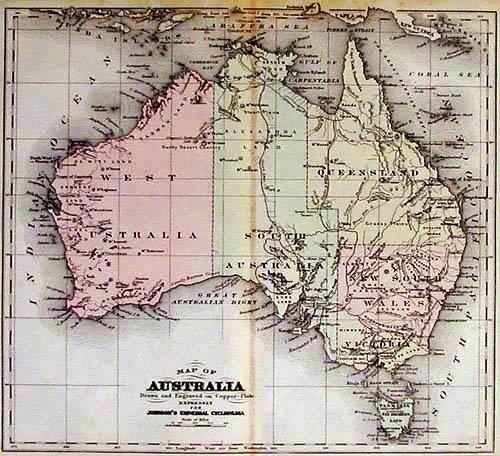
Carte de l'Australie compilée par Arnold Henry Guyot et Frederick Augustus Porter Barnard

Il fut pendant plusieurs années maître de conférences auprès du Massachusetts State Board of Education, puis professeur de géologie et de géographie physique à Princeton de 1854 à sa mort. Aujourd'hui, le bâtiment abritant le département des Sciences de la Terre à Princeton est appelé Guyot Hall en son honneur.

### Glaciologue
Dès 1838, il entreprit, à la suggestion d'Agassiz, l'étude des glaciers et fut ainsi le premier à annoncer dans un rapport soumis à la Société géologique de France plusieurs importantes observations relatives aux structures et mouvements des glaciers.
Parmi ses observations, le glissement plus rapide au centre que sur les côtés, au sommet qu'au fond ; il décrivit la structure « laminée » ou en ruban de la glace et attribua le mouvement des glaciers à un graduel déplacement moléculaire plutôt qu'à un glissement de la masse de glace comme le pensait Horace-Bénédict de Saussure. Il recueillit ainsi d'abondantes notes concernant les blocs erratiques.

### Météorologue
Ses abondantes observations météorologiques conduisirent à la création du United States Weather Bureau, et ses Meteorological and Physical Tables (1852, édition révisée en 1884) servirent longtermps de standard. Sa série de manuels et ses cartes murales jouèrent un rôle important dans le développement et la popularité des études géologiques aux États-Unis.
Il est élu le 23 juillet 1845 à l'Académie des sciences, belles-lettres et arts de Savoie, avec pour titre académique Correspondant.

## Postérité
Plusieurs montagnes et glacier portent son nom, dont le Glacier Guyot en Alaska, Mont Guyot en Caroline du Nord, et un autre Mount Guyot dans le New Hampshire. Il a également donné son nom Guyot à un cratère lunaire.
Indirectement, il a également donné son nom à un type de mont sous-marin, le guyot. Ce nom a été choisi par Harry Hess, de l'université de Princeton (New Jersey, États-Unis), car il trouvait que leur forme ressemblait au Guyot Hall, le bâtiment à toit plat abritant la faculté de géologie de l'université, lui-même nommé ainsi en l'honneur d'Arnold Henri Guyot.

## Principales publications
- (en) Earth and Man, Lectures on Comparative Physical Geography in its Relation to the History of Mankind (translated by Professor CC Felton, 1849)
- (en) A Memoir of Louis Agassiz (1883)
- (en) Creation, or the Biblical Cosmogony in the Light of Modern Science (1884).
- (en) Johnson’s Universal Cyclopaedia (1872) - Frederick Augustus Porter Barnard, Arnold Henry Guyot